# Universitätsvertretung der Studierenden
Die Universitätsvertretung der Studierenden (meist nur kurz Universitätsvertretung, abgekürzt UV; bis 30. Juni 1999: Hauptausschuß) ist das entscheidungsbefugte Kollegialorgan einer Hochschülerinnen- und Hochschülerschaft an einer Universität in Österreich und entspricht damit in etwa dem deutschen Studierendenparlament. Ihre Funktionsperiode beginnt jeweils mit dem 1. Juli eines Wahljahres und dauert zwei Jahre. Im übertragenen Sinn steht „Universitätsvertretung“ oft pars pro toto für die Körperschaft selbst.

## Aufgaben
Die Universitätsvertretung wählt aus dem Kreis der Mandatare die Vorsitzende oder den Vorsitzenden der Hochschülerinnen- und Hochschülerschaft. Die beziehungsweise der Vorsitzende schlägt dann die Referenten zur Wahl vor. Letztere müssen selbst nicht Mandatare der Universitätsvertretung sein.
Die Universitätsvertretung erlässt mit Zweidrittelmehrheit die Satzung der Hochschülerinnen- und Hochschülerschaft. In ihr ist die Einrichtung der Referate und gegebenenfalls der Fakultätsvertretungen (Organe gemäß § 12 Abs. 2 HSG 1998) geregelt. Auf Basis der Satzung fallen auch der Beschluss des Jahresvoranschlags und des Jahresabschlusses in den Aufgabenbereich der Universitätsvertretung.
Entsendungen in den Senat und andere universitäre (z. B. Berufungs- und Habilitationskommissionen) wie außeruniversitäre Organe (z. B. Stipendienstellen) gehören ebenfalls zu den Aufgaben der Universitätsvertretung. Dabei steht den Fraktionen ein Vorschlagsrecht zu, die verfügbaren Plätze werden mittels des D’Hondt-Verfahrens nach dem Ergebnis der letzten ÖH-Wahlen verteilt.
Die Vorsitzenden der Universitätsvertretungen und die oder der Vorsitzende der Bundesvertretung bilden die Vorsitzendenkonferenz der Universitätsvertretungen. Sie ist ein Ausschuss zur Beratung der Bundesvertretung.

## Geschichtliche Entwicklung
Die ersten Hauptausschüsse wurden 1945 durch die Verordnung des Staatsamtes für Volksaufklärung, für Unterricht und Erziehung und für Kultusangelegenheiten vom 3. September 1945 über die studentische Selbstverwaltung an den Hochschulen wissenschaftlicher und künstlerischer Richtung eingerichtet. Diese Verordnung mit Gesetzeskraft auf der Basis des austrofaschistischen „Hochschulermächtigungsgesetzes“ aus dem Jahr 1935 richtete die einzelnen Österreichischen Hochschülerschaften an den Hochschulen als eigene Körperschaften öffentlichen Rechts ein (zusätzlich zur für die bundesweite Vertretung zuständigen Österreichischen Hochschülerschaft – ohne Zusatz). Die Zahl der Mandate des jeweiligen Hauptausschusses wurde in der Geschäftsordnung geregelt, die der Genehmigung des Staatsamtes bedurfte. Die Mitglieder selbst wurden nach einer vom Staatsamt erlassenen Wahlordnung durch die „ordentlichen Hörer und Hörerinnen österreichischer Staatsbürgerschaft“ gewählt.
Aufgrund eines Erkenntnisses des Verfassungsgerichtshofes musste die Verordnung 1950 durch ein eigenes Hochschülerschaftsgesetz ersetzt werden. Anstelle der parallel bestehenden Hochschülerschaften an den einzelnen Hochschulen und der bundesweiten Österreichischen Hochschülerschaft gab es fortan nur noch eine einheitliche Österreichische Hochschülerschaft, die Hauptausschüsse blieben aber als Organe der neuen Einheitskörperschaft bestehen. Ihre Zusammensetzung war nun auf gesetzlicher Ebene und nicht mehr über die Wahlordnung geregelt. An Hochschulen ohne Fakultäts- beziehungsweise Abteilungsgliederung wurden die Mandatare direkt nach einem Verhältniswahlrecht gewählt, an den übrigen gab es ein gemischtes Delegations- und Wahlmodell: Die Vorsitzenden der Fachschaftsausschüsse (den späteren Fakultäts- und Abteilungsvertretungen) waren automatisch stimmberechtigte Mitglieder des Hauptausschusses und wurden ihren jeweiligen wahlwerbenden Gruppen (Fraktionen) zugerechnet. Damit die Mehrheitsverhältnisse im Hauptausschuss auch dem Wahlergebnis entsprachen, wurde das Gremium um entsprechend viele weitere stimmberechtigte Mitglieder ergänzt.
Mit dem 1973 verlautbarten neuen Hochschülerschaftsgesetz (HSG 1973) wurden erneut eigene Körperschaften für die einzelnen Hochschulvertretungen eingerichtet. Der Name „Hauptausschuß“ blieb zwar erhalten, das Delegationssystem wurde aber abgeschafft. Alle Mandatare wurden nun direkt gewählt, die Vorsitzenden der Fakultäts- und Abteilungsvertretungen verfügten nur noch über eine beratende Stimme.
Nach langen Beratungen wurde 1998 erneut ein völlig neues Hochschülerschaftsgesetz (HSG 1998) erlassen. Die Hauptausschüsse wurden (nachdem seit 1973 ohnehin der Ausschusscharakter entfallen war) konsequenterweise in „Universitätsvertretung“ umbenannt. Die Zahl der Mandate größerer Universitätsvertretungen wurde gegenüber dem HSG 1973 reduziert und mit einer Höchstzahl von 27 Mandaten begrenzt. 2004 wurde durch eine Novelle des HSG 1998 die Direktwahl der Bundesvertretung der Studierenden abgeschafft und durch eine indirekte Wahl ersetzt.
2014 erfolgte durch Beschluss eines neuen HSG die Rückkehr zum ursprünglichen Wahlsystem, wodurch die Bundesvertretung somit seit 2015 wieder direkt gewählt wird.

## Wahlrecht
Die Universitätsvertretung wird alle zwei Jahre im Rahmen der im Mai jedes ungeraden Jahres stattfindenden ÖH-Wahlen nach einem Listenwahlrecht von allen ordentlichen Studierenden der jeweiligen Universität gewählt. Außerordentliche Studierende (das heißt solche, die nur zu einzelnen Lehrgängen zugelassen sind oder die die allgemeine Universitätsreife nicht erfüllen) sind weder aktiv noch passiv wahlberechtigt.
Die Größe der Universitätsvertretung richtet sich nach der Anzahl der Wahlberechtigten:
| Wahlberechtigte | Mandate | Mandate HSG 1973 |
| --------------- | ------- | ---------------- |
| bis 7.000       | 9       | 9                |
| bis 10.000      | 11      | 11               |
| bis 14.000      | 13      | 13               |
| bis 18.000      | 15      | 15               |
| bis 23.000      | 17      | 17               |
| bis 29.000      | 19      | 21               |
| bis 35.000      | 21      | 23               |
| bis 45.000      | 23      | 29               |
| bis 60.000      | 25      | 37               |
| über 60.000     | 27      | 37+ a            |

Zusätzlich sind die Vorsitzenden der Fakultätsvertretungen (seit 2005: Organe gemäß § 12 Abs. 2 HSG 1998) beziehungsweise – falls solche Vertretungen nicht eingerichtet sind – die Vorsitzenden der Studienvertretungen mit beratender Stimme und Antragsrecht Mitglieder der Universitätsvertretung. Ebenso sind die Referenten Mitglieder, allerdings ist ihr Antragsrecht eingeschränkt auf Angelegenheiten ihres jeweiligen Referats.